# Giulio Cesare Vachero

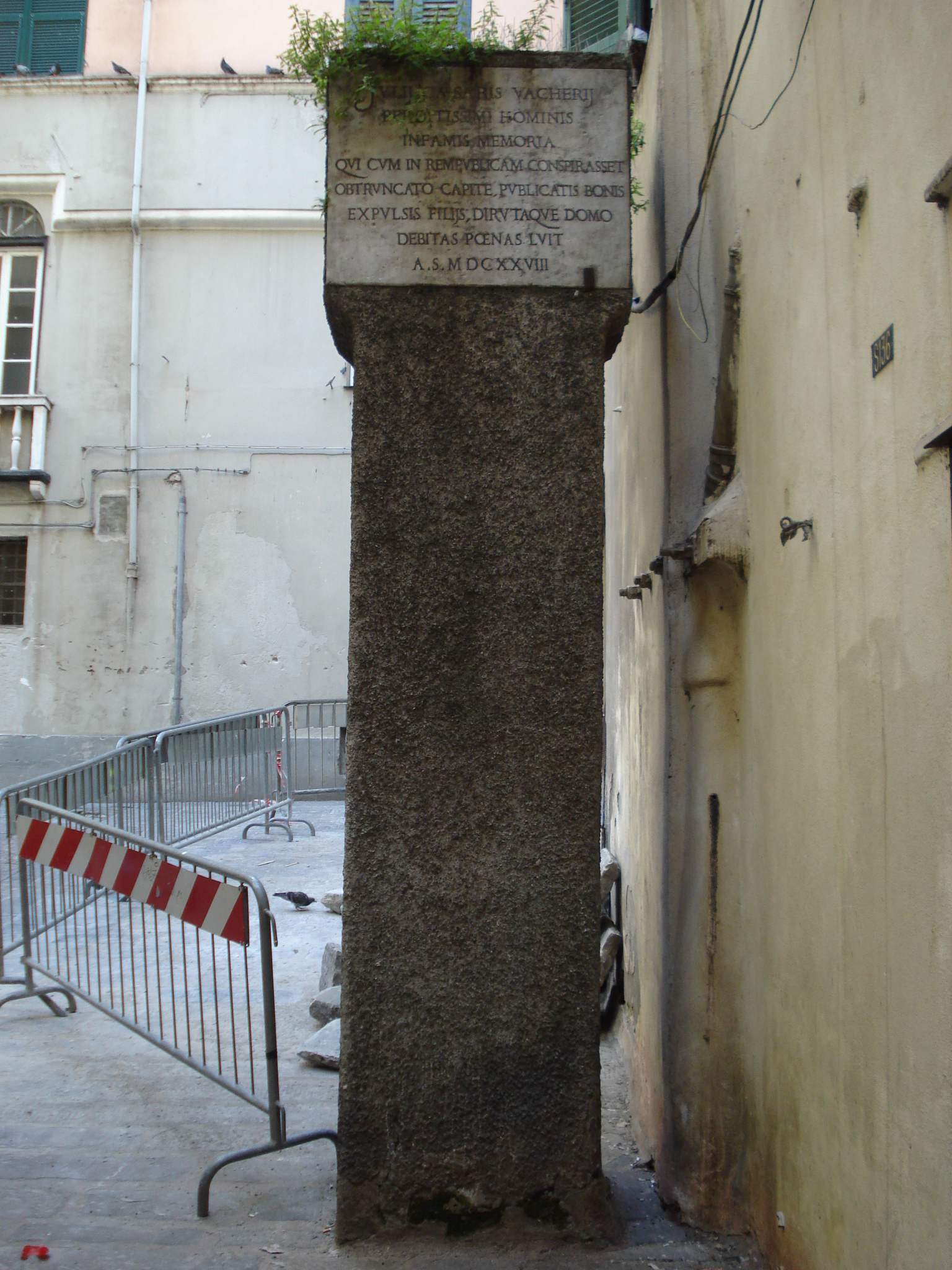
Zuil van de Schande (Genua)

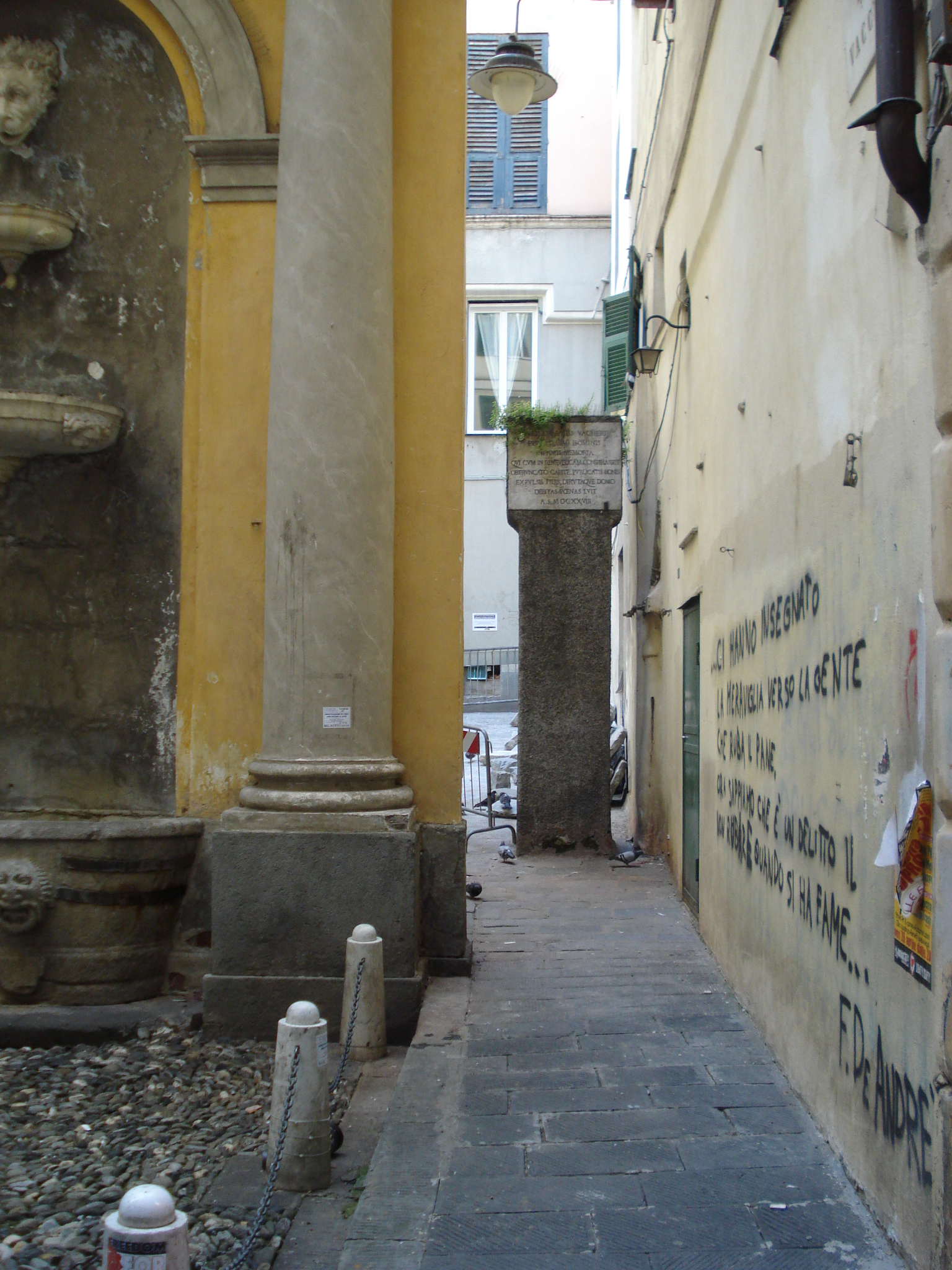
Een fontein (links) schermt de zuil wat af van het zicht.

Giulio Cesare Vachero of Vachèro (Sospel, circa 1586 – Genua, 31 mei 1628) was een edelman en avonturier uit het hertogdom Savoye. De Republiek Genua veroordeelde hem tot onthoofding en plaatste de Zuil van de Schande (Italiaans: Colonna Infame) op de plek waar eens zijn huis stond.

## Levensloop
Vachèro groeide op in het graafschap Nice, meer bepaald in het stadje Sospel. Sospel droeg destijds de Italiaanse naam Sospello. Het graafschap Nice (of Nizza) behoorde tot het hertogdom Savoye. Vachèro was een edelman die op avontuur trok door Savoye en het buurland, de Republiek Genua. Een rechter in Genua had hem al teruggestuurd naar Nice omwille van baldadigheden (1627).
Vachèro reisde evenwel terug naar Genua, met een geheime opdracht van de hertog van Savoye, Karel Emanuel I (1628). De hertog van Savoye had de oorlog Genua-Savoye van 1625 nog niet verteerd, waarin hij, onder druk van Spanje, de veroverde gebieden aan Genua moest teruggeven. De hertog poogde opnieuw grondgebied van Genua in te palmen. Deze keer organiseerde hij hiervoor een samenzwering (1628). De samenzweerders moesten zich in Genua installeren en zo vlug mogelijk de belangrijkste notabelen vermoorden. Zij kregen hun instructies en geld van Giovanni Antonio Ansaldo, een vertrouwensfiguur van hertog Karel Emmanuel I. Ansaldo kreeg alvast de titel van graaf geschonken door de hertog. Vachèro werd het brein van de samenzweerders.
Op 31 maart 1628 ontdekte de stadsmilitie van Genua de samenzwering. Vachèro en zijn kompanen werden gearresteerd. Genua was geschokt door de omvang van de moordpartijen die gepland stonden ten behoeve van Savoye. De hertog van Savoye beloofde alle gevangen genomen samenzweerders vrij te kopen doch de Kleine Raad van Genua weigerde dit reusachtig financieel aanbod. In de nacht van 30 en 31 mei 1628 veroordeelde de rechtbank van Genua Vachèro en de zijnen tot de doodstraf. Op 31 mei 1628 werd hij onthoofd.

## Zuil van de Schande
Het huis van Vachèro, gelegen in de Via del Campo in Genua, werd met de grond gelijk gemaakt. In de plaats bouwde de stad de Zuil van de Schande (Colonna Infame).
De tekst op de zuil luidt, in het Latijn: Iulij Caesaris Vacherij perditissimi hominis infamis memoria qui cum republicam conspirasset, obtruncato capite, publicatis bonis, expulsis filiis, dirutaque domo, debitas poenas luit.
Dit betekent: Ter schandelijke herdenking van Giulio Cesare Vachèro, een zeer slecht mens die nadat hij tegen de Republiek (van Genua) had samengezworen de schuldstraf heeft betaald: het hoofd afgehakt, zijn goederen aangeslagen, zijn zonen verbannen en zijn huis verwoest.
Later mochten nazaten van Vachèro, op de plek van het verwoeste huis, een fonteintje zetten. Hierdoor werd de Zuil van de Schande wat afgeschermd van het zicht op de straat.